# Diskografie Pet Shop Boys
Tento článek zobrazuje diskografii britské hudební skupiny Pet Shop Boys.

## Řadová alba
- 1986 - Please
- 1987 - Actually
- 1988 - Introspective
- 1990 - Behaviour
- 1993 - Very/Very Relentless (limitované dvojalbum)
- 1996 - Bilingual/Bilingual special edition (limitovaná edice s bonusovým CD s remixy)
- 1999 - Nightlife (limitovaná US edice obsahuje druhý disk „Nightlife Extra,“ na kterém jsou b-strany singlů z roku 1999 a remixy)
- 2002 - Release (limitované US vydání navíc obsahuje druhý disk s b-stranami singlů Home And Dry, I Get Along a s remixy)
- 2006 - Fundamental (limitovaná edice obsahuje také bonusové remixové CD „Fundamentalism“)
- 2009 - Yes (bonusový disk obsahuje dub verze písní z prvního disku a exkluzivní píseň "This Used To Be The Future")
- 2012 - Elysium (bonusový disk obsahuje instrumentální verze písní z prvního disku
- 2013 - Electric
- 2016 - Super
- 2020 - Hotspot
- 2024 - Nonetheless

V roce 2001 bylo prvních šest řadových alb vydáno v re-edici Further Listening, každé s bonusovým diskem, který obsahuje b-strany a remixy z daného období.

## Kompilace
- 1986 - Disco (remixové album-období Please)
- 1989 - In Depth (vydáno pouze v Japonsku-období Introspective)
- 1991 - Discography (singly 1985-1991 plus dvě nové skladby: DJ Culture a Was It Worth It?)
- 1994 - Disco 2 (non-stop remix-období Very)
- 1995 - Alternative (b-strany singlů z let 1985-1994; dvojalbum)
- 1998 - Essential (limitovaná remixová kompilace vydaná v US a Japonsku)
- 2000 - Mini (remixy a b-strany z období Nightlife, vydáno v Japonsku)
- 2003 - Disco 3 (obsahuje nové písničky a remixy-období Release)
- 2003 - PopArt (dvojalbum; obsahuje singly, které se dostaly do první dvacítky v UK; 3CD lim. ed. obsahuje remixy)
- 2007 - Disco 4 (obsahuje převážně PSB remixy k písničkám od jiných interpretů)
- 2010 - Ultimate (výběrové CD+DVD s BBC "Top of the Pops" vystoupeními z průběhu jejich kariéry + live v Glastonbury 2010)
- 2012 - Format (b-strany singlů z let 1996-2009; dvojalbum)

## Live
- 2006 - Concrete (záznam koncertu PSB s orchestrem BBC; dvojalbum)
- 2010 - Pandemonium (záznam koncertu PSB "Pandemonium tour" CD+DVD)

## Vedlejší projekty
- 2001 - Closer to Heaven (hudba z muzikálu)
- 2005 - Battleship Potemkin (nový soundtrack ke stejnojmennému filmu S. Ejzenštejna)
- 2011 - The Most Incredible Thing (hudba pro stejnojmenný balet)

## Singly
- „West End Girls“ (1. vydání)
- „One More Chance“ (v UK nevydáno)
- „Opportunities“ (Let's Make Lots Of Money) (1. vydání)
- „West End Girls“ (2. vydání)
- „Love Comes Quickly“
- „Opportunities“ (Let's Make Lots Of Money) (2. vydání)
- „Suburbia“
- „Paninaro“ (jen v Itálii)
- „It's A Sin“
- „What Have I Done To Deserve This?“
- „Rent“
- „Always On My Mind“
- „Heart“
- „Domino Dancing“
- „Left To My Own Devices“
- „It's Alright“
- „So Hard“
- „Being Boring“
- „Where The Streets Have No Name / How Can You Expect To Be Taken Seriously?“
- „Jealousy“
- „DJ Culture“
- „DJ Culturemix“
- „Was It Worth It?“
- „Can You Forgive Her?“
- „Go West“
- „I Wouldn't Normally Do This Kind Of Thing“
- „Liberation“
- „Absolutely Fabulous“
- „Yesterday, When I Was Mad“
- „Paninaro '95“
- „Before“
- „Se A Vida É“
- „Single-Bilingual“
- „A Red Letter Day“
- „Somewhere“
- „I Don't Know What You Want But I Can't Give It Any More“
- „New York City Boy“
- „You Only Tell Me You Love Me When You're Drunk“
- „Home And Dry“
- „I Get Along“
- „London“ (holandské vydání)
- „Miracles“
- „Flamboyant“
- „I'm With Stupid“
- „Minimal“
- „Numb“
- „Integral“ (pouze promo singl a legální download)
- „Love Etc.“
- „Did You See Me Coming?“
- „Beautiful people“ (vydáno v Německu)
- „Christmas“
- „Together“
- „Winner“
- „Leaving“
- „Memory Of The Future“
- „Axis“
- „Vocal“
- „Love Is a Bourgeois Construct“
- „Thursday“
- „The Pop Kids“
- „Twenty-Something“
- „Say It to Me“

## Videografie
- 1986 Television
- 1988 I Like It, Wherever It Is
- 1988 Showbusiness
- 1989 It Couldn't Happen Here (hraný film s písněmi z alb Please a Actually)
- 1990 Highlights
- 1991 Promotion
- 1991 Videography
- 1992 Performance (v roce 2004 dovydáno na DVD)
- 1993 Projections
- 1995 Various
- 1995 Discovery
- 1997 Somewhere
- 2001 Montage
- 2003 PopArt
- 2006 A Life In Pop (dokument)
- 2007 Cubism
- 2010 Pandemonium (live CD+DVD)
- 2010 Ultimate (výběrové CD+DVD s BBC vystoupeními z průběhu jejich kariéry + Glastonbury 2010)